# مانويل ألداي
مانويل ألداي مارتيكورينا (سان سيباستيان، غيبوثكوا، 5 سبتمبر 1917 – مدريد، 28 ديسمبر 1976) كان لاعب كرة قدم إسبانيًا لعب كـمهاجم. لاعب تاريخي لـنادي ريال مدريد، وأصبح أحد أهم لاعبيه في فترة ما بعد الحرب في الأربعينيات.

## المسيرة
بدأ لعب كرة القدم في فريق متواضع في مدريد يسمى إمبيريو إف سي أثناء دراسته للطب في عاصمة إسبانيا. لعب معهم في بطولة مقاطعة الوسط 1939، وهي أول بطولة إقليمية تقام في مدريد بعد انتهاء الحرب الأهلية. في تلك البطولة واجه، من بين فرق أخرى، نادي ريال مدريد - الذي كان يُعرف آنذاك باسم نادي مدريد لكرة القدم - والذي قرر التوقيع معه بعد البطولة لخوض بطولة الدوري لهذا الموسم. كان ألداي بالتالي جزءًا من أول فريق لمدريد في فترة ما بعد الحرب لمدة خمسة مواسم، بين عامي 1939 و1944، حيث سجل 81 هدفًا في 94 مباراة.
كان أحد أكثر المهاجمين غزارة في تاريخ النادي، وخلال مواسمه الأربعة الأولى كان الهداف الرئيسي للفريق الملكي. في البطولة الوطنية سجل 66 هدفًا، وهي أرقام جعلته في ذلك الوقت الهداف التاريخي للنادي في الدوري واللاعب الأكثر تسجيلًا للهاتريك. كما كان صاحب أرقام قياسية أخرى مثيرة للاهتمام مثل اللاعب الأكثر فعالية (الأهداف لكل دقيقة لعب)، وأول لاعب في ريال مدريد يسجل خمسة أهداف في مباراة واحدة في الدوري أو صاحب الهدف رقم 500 للنادي في الدوري.
ومع ذلك، كانت تلك الفترة واحدة من أحلك الفترات في تاريخ النادي الملكي، ولم يتمكن ألداي في الواقع من الفوز بأي لقب خلال فترة وجوده مع الملكيين. ومع ذلك، برزت مشاركة الفريق في بطولة كأس عام 1940 التي كان فيها ألداي هداف البطولة برصيد 13 هدفًا، والتي وصل فيها الفريق إلى النهائي، وخسره أمام ريال كلوب ديبورتيفو إسبانيول، وبطولة الدوري 1941–42 التي سجل فيها 23 هدفًا (ثالث أعلى هداف) مما قاد النادي إلى المركز الثاني، بفارق سبع نقاط عن البطل نادي فالنسيا. كما كان وصيفًا في كأس 1943، على الرغم من أنه بالكاد لعب في تلك البطولة. في هذه المناسبة، فاز أتلتيك بيلباو على الملكيين في النهائي.
بعد موسم 1943–44، والذي خاض فيه ثلاث مباريات فقط، اعتزل كرة القدم. ومنذ ذلك الحين، كرس نفسه لممارسة الطب.

## الإحصائيات

### الأندية
البيانات محدثة حتى نهاية المسيرة.
| النادي                | الموسم        | القسم         | الدوري | الأهداف | الكؤوس | الأهداف | البطولات الإقليمية | الأهداف | المجموع | الأهداف | معدل الأهداف |
| --------------------- | ------------- | ------------- | ------ | ------- | ------ | ------- | ------------------ | ------- | ------- | ------- | ------------ |
| إمبيريو إف سي         | 1939–40       | الثاني        | –      | –       | –      | –       | 5                  | 3       | 5       | 3       | 0.6          |
| نادي مدريد لكرة القدم | 1939–40       | الأول         | 20     | 13      | 8      | 13      | –                  | –       | 28      | 26      | 0.93         |
| ريال مدريد            | 1940–41       | الأول         | 21     | 14      | 2      | –       | –                  | –       | 23      | 14      | 0.61         |
| ريال مدريد            | 1941–42       | الأول         | 19     | 23      | 3      | 1       | –                  | –       | 22      | 24      | 1.09         |
| ريال مدريد            | 1942–43       | الأول         | 17     | 16      | 1      | 1       | –                  | –       | 18      | 17      | 0.94         |
| ريال مدريد            | 1943–44       | الأول         | 3      | –       | –      | –       | –                  | –       | –       | 3       | 0            |
| مجموع النادي          | مجموع النادي  | مجموع النادي  | 80     | 66      | 14     | 15      | 0                  | 0       | 94      | 81      | 0.86         |
| مجموع المسيرة         | مجموع المسيرة | مجموع المسيرة | 80     | 66      | 14     | 15      | 5                  | 3       | 99      | 84      | 0.85         |

1. ↑  تشمل بيانات كأس إسبانيا (1939–1944).
2. ↑  تشمل بطولة مقاطعة الوسط (1939–40).

## الإرث
- حتى موسم 2011-2012 عندما تجاوزه كريستيانو رونالدو، كان ألداي ثالث أكثر لاعب في ريال مدريد تسجيلاً للهاتريك في الدوري، خلف ألفريدو دي ستيفانو وفيرينتس بوشكاش فقط. ولا يزال هاتريكه الثمانية تضعه في المركز الرابع في هذه القائمة - في البطولة المذكورة، وليس في المجموع.[3]
- كان صاحب الهدف رقم 500 لـريال مدريد في الدوري.[4]
- سجل 7 أهداف في مباراة ودية ضد ريال يونيون.

## وصلات خارجية
- El fútbol en la guerra (V). Federación regional castellana (بالإسبانية). ISBN:978-84-945009-5-4. Archived from the original on 2025-01-22. Retrieved 2025-06-24. {{استشهاد بكتاب}}: تجاهل المحلل الوسيط |autor= لأنه غير معروف، ويقترح استخدام |author= (help)